# Єзуїцька-Струґа
Єзуїцька-Струґа (пол. Jezuicka Struga) — село в Польщі, у гміні Роєво Іновроцлавського повіту Куявсько-Поморського воєводства.
Населення — 329 осіб (2011).
У 1975-1998 роках село належало до Бидгощського воєводства.

## Демографія
Демографічна структура станом на 31 березня 2011 року:
|          | Загалом | Допрацездатний вік | Працездатний вік | Постпрацездатний вік |
| -------- | ------- | ------------------ | ---------------- | -------------------- |
| Чоловіки | 159     | 33                 | 118              | 8                    |
| Жінки    | 170     | 35                 | 117              | 18                   |
| Разом    | 329     | 68                 | 235              | 26                   |